# Oleksii Goncharenko
Oleksii Goncharenko (nacido el 16 de septiembre de 1980 en Odesa) es un político ucraniano, diputado popular de Ucrania, miembro de la delegación de Ucrania en la Asamblea Parlamentaria del Consejo de Europa, presidente del Comité de la APCE de Migración, Refugiados y Personas Desplazadas Internas. Fundador de la red ucraniana de los centros educativos culturales “Goncharenko Center.

## Biografía
En 2014 fue elegido a Verjóvna Rada por la lista del Bloque de Petro Poroshenko. En las elecciones a Verjóvna Rada de Ucrania en 2019 Goncharenko fue reelegido de candidato independiente en el circuito electoral de mandato único 137 (Podilsk).
De 1999 a 2001 Goncharenko trabajaba en la estación de urgencias de Odesa. En 2002 Goncharenko graduó con matrícula de honor por la Universidad de Medicina pero no hizo la carrera médica sino política.
En 2002 Goncharenko fue estudiante de la Universidad de Finanzas del Gobierno de la Federación Rusa en Moscú (Escuela Superior de Management Financiero). Terminó la Academia en 2005 y obtuvo el grado de economista.

### Actividad política
En 2005 elegido de Presidente de la Organización de la ciudad de Odesa del Partido “Soyuz”.
En 2006 y 2010 se elegía de diputado del Ayuntamiento de Odesa del Partido de las Regiones. En las elecciones a Verjóvna Rada de Ucrania en 2012 presentó su candidatura en el circuito mayoritario 133 (en Odesa), fracasó a Ihor Markov con un 20,6% de votos (Markov ganó el 26,6%).
Hasta el Euromaidan Goncharenko fue miembro del Partido de las Regiones. El 19 de febrero de 2014 después de las noticias sobre los primeros participantes muertos del Euromaidan, Goncharenko escribió la declaración de salida del Partido de las Regiones.
En las elecciones parlamentarias de 2014 fue elegido a Verjóvna Rada del Bloque de Petro Poroshenko bajo el número 40 de la lista de partido. Fue el vicepresidente de la fracción.
En las elecciones a Verjóvna Rada de Ucrania 2019 Goncharenko fue reelegido de candidato independiente en el circuito electoral de mandato único 137 (Podilsk).
Goncharenko es el diputado de la fracción Solidaridad Europea en Verjóvna Rada.
El 1 de marzo de 2015 Goncharenko fue detenido por la milicia rusa durante la Marcha de la Memoria de Nemtsov. Según las palabras de Goncharenko durante la detención le golpearon y privaron de la asistencia médica y jurídica. Al día siguiente Goncharenko fue liberado del centro de detención pero prometió interponer la demanda ante el tribunal contra el Ministerio del Interior de Rusia. A raíz de su detención se le abrió una causa penal por su presunta participación en la masacre de activistas del movimiento en Odessa el 2 de mayo de 2014, cuando 48 personas murieron en un incendio en la Casa de Sindicatos de Odessa.

Fue incluido en la lista de sanciones de la FR.

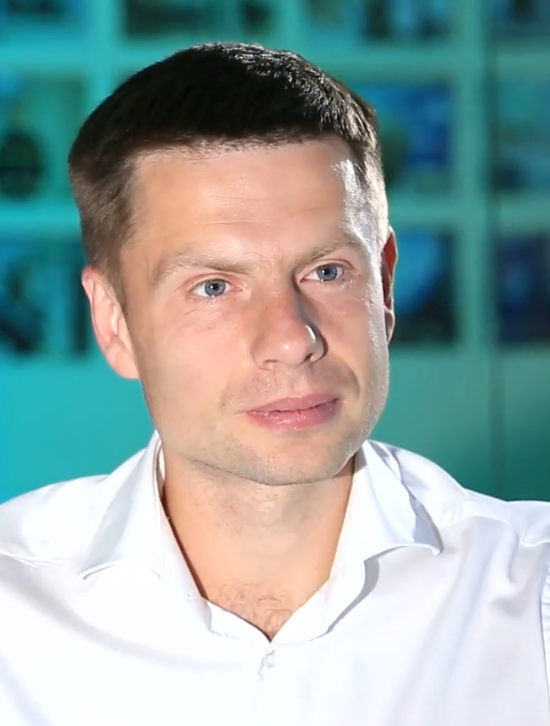

### Guerra en Ucrania
Después del comienzo de la invasión rusa a gran escala de Ucrania Oleksii continuó luchar contra la propaganda rusa a que Goncharenko resistía todos 8 años de la guerra. Empezó a cooperar activamente con decenas de los medios de comunicaciones internacionales que transmitir al mundo la verdad de situación real en Ucrania así como atraer la atención a las medidas necesarias de apoyo que los países del Occidente pueden conceder.
Mantenía encuentros en línea con los congresistas de los EE. UU. e intervenía por reforzar sanciones contra Rusia. Por ejemplo, durante la conversión con 50 congresistas de los EE. UU. Goncharenko insistía en introducir el embargo del petróleo y gas rusos. Posteriormente los EE. UU. introdujeron el embargo de exportación del petróleo ruso. Durante la sesión de primavera de la APCE en abril de 2022 intervenía por celebrar el tribunal internacional especial en Ucrania de los crímenes militares de Rusia. Como resultado la Asamblea Parlamentaria aprobó la resolución llamando crear tal tribunal.
Durante la visita a Londres en mayo de 2022 planteó la cuestión de crear el tribunal internacional en la conversación con la exministra del exterior Liz Truss. La expresidente del Ministerio del Exterior de Gran Bretaña aseguró que ha hablado esta posibilidad con el fiscal general del país.
Durante la cumbre de la OTAN en Madrid planteó la cuestión de seguridad en Ucrania y Europa con los políticos europeos líderes.
En diciembre de 2022 fue creada la coalición internacional de sanciones contra Rusia en la cual entraron el congresista, copresidente de la Comisión de Helsinki del Congreso de los EE. UU. Steve Cohen, congresista, miembro de la Comisión de Helsinki Joe Willson, diputado popular Oleksii Goncharenko, diputado del Parlamento de Gran Bretaña Robert Silly, presidente de la delegación estonia en la APCE Erik Cross, diputado del Parlamento Europeo de Lituania Petras Austrevicius, presidente de la delegación polaca en el Consejo de Europa Arkadius Mularchik. También enviaron ya las solicitudes a Antony Blinken y Josep Borrell de introducción inmediata de sanciones contra Roman Abramovych, Kseniia Sobchak, Volodymyr Potanin, Volodymyr Lisin, Filip Kirkorov y otros amigos próximos de Putin.
Un tribunal de Moscú dictó sentencia in absentia sobre Goncharenko a 10 años de prisión. Ahora "debe" pasar tres años de prisión y siete años en una penitenciaría, y no puede administrar sitios web. El tribunal ruso cree que el diputado ucraniano difundió "falsificaciones" motivado por el odio político, justificó el terrorismo e incitó al odio con amenazas de violencia.

### Asamblea Parlamentaria del Consejo de Europa
De 2015 Oleksii Goncharenko es el miembro de la delegación constante de Verjóvna Rada en la Asamblea Parlamentaria del Consejo de Europa. Todos estos años criticó bruscamente a Rusia por violar derechos humanos. De 2019 intervenía contra la vuelta de la delegación rusa a trabajar en la APCE.
Durante sus actuaciones en la Asamblea Parlamentaria criticaba a Moscú por violar derechos humanos en Crimea temporalmente ocupado y partes de la región de Donetsk y Lugansk, luchaba contra la propaganda rusa y narrativos que el Krémlin planteaba a través de sus delegados en la APCE.
Goncharenko planteó muchas veces las cuestiones de violación de derechos humanos en Bielorrusia y acciones ilegales del régimen de Lukashenko. En septiembre de este año en el Consejo de Europa han creado la autoridad especial que seguirá la situación en Bielorrusia.
A que puso la mano Oleksii Goncharenko: se dirigió muchas veces al Secretario General del Consejo de Europa con esta propuesta. Durante la sesión de primavera de la APCE en 2022 intervenía activamente por la creación del tribunal internacional que investigaría crímenes de Rusia en Ucrania. Como resultado la APCE llamó a la creación urgente de tal tribunal poco tiempo después.
En enero de 2024 asumió la presidencia del Comité de la APCE de Migración, Refugiados y Personas Desplazadas Internas.

### Bielorrusia
Antes de las elecciones en Bielorrusia en 2020 Goncharenko entendía que Lukashenko puede usurpar el poder y creó en Verjóvna Rada la asociación entre fracciones «Por Bielorrusia democrática» para que a nivel del parlamento siga la situación en el país vecino.
Posteriormente, Lukashenko no quería absolutamente transmitir el poder por vía democrática y empezó a perseguir la oposición, reprimir con fuerza las protestas masivas, aplicar torturas a los manifestantes detenidos y luego iniciar causas criminales.
Goncharenko planteó muchas veces la cuestión de violación de derechos humanos en Bielorrusia en la Asamblea Parlamentaria del Consejo de Europa. También mantiene contactos con la oficina de Svitlana Tykhanovska. Durante los encuentros comentaban la situación de derechos humanos en Bielorrusia asó como posible apoyo por parte de Ucrania incluso ayudando y apoyando a los bielorrusos en Ucrania.

### Goncharenko Center
Oleksii Goncharenko es el fundador de la red ucraniana de los centros educativos culturales – Goncharenko Center. Su objetivo principal es dar la posibilidad a los habitantes de las localidades pequeñas de Ucrania aprender gratuitamente los idiomas extranjeros y capacitarse en otros ámbitos de ciencia, arte, dar la posibilidad de desarrollar la actividad pública.
Miles de niños y adultos han visitado centros, gracias a los cursillos gratuitos los alumnos han mejorado sus conocimientos e ingresaron con facilidad en los centros docentes superiores y los adultos obtuvieron la motivación importante para aprender idiomas extranjeros e inspirar para dominar nuevos conocimientos. Cada mes el centro está visitado aproximadamente por 25 mil personas. Goncharenko Centers está financiado por patrones y patrocinadores que están dispuestos a invertir en la educación y el mejor futuro de los ucranianos.
A la fecha del 23 de febrero de 2022 operaron 24 centros de Goncharenko incluso tres centros en Donbas – en Kramatorsk, Kostiantynivka y Lyman. Trabajan cerca de 89 personas. Al empezar la invasión a gran escala los centros han sido reformatear en los hubs voluntarios que ayudan no sólo a los soldados en el frente sino a las personas desplazadas internas.